# Bouchard III de Montmorency
Pour les articles homonymes, voir Bouchard III et Bouchard.
 (décembre 2014).
Bouchard III de Montmorency, mort après le 4 février 1031, fut seigneur de Montmorency, Escouen, Marly, Feullarde, et Château-Basset.

## Famille
Il est le fils de Bouchard II de Montmorency († 1020). et de Dame Idelinde de Basset (981-1012)
Ce seigneur parut à la cour du roi Robert II de France parmi les Grands de sa suite vers l’an 1022. Jusqu’en 1032, année de décès du roi, il apparaît dans plusieurs chartes. Henri Ier succède à son père et Bouchard III n’obtint pas moins de crédit et faveurs qu’il en avait auparavant.
Il eut quatre fils et une fille d’une épouse inconnue : 
- Thibaud, seigneur de Montmorency au décès de son père, d’Escouen, et connétable de France ;
- Hervé, seigneur de Marly et du Deuil puis de Montmorency, Grand Bouteiller de France : d'où la suite de la Maison de Montmorency par son fils Bouchard IV ;
- Geoffroi, à l’origine des seigneurs de Gisors ;
- Eudes ;
- Isabelle dame de Marly de Montmorency, qui eut en partage la terre d’Aifenuille et celle d'Ézanville, qu’elle donna au monastère de Saint-Paul-en-Beauvoisis et qui prit le voile de religieuse.

## Pour approfondir